# 立木大夫
立木 大夫（たちき ともお、1934年〈昭和9年〉2月21日 - 2013年〈平成25年〉7月30日）は、日本の政治家。岡山県高梁市長（2期）。位階は正六位。旭日小綬章j受章。

## 来歴
岡山県高梁市出身。立正大学文学部卒業。高梁市役所に入り、助役などを務める。1996年の市長選挙に立候補し、初当選。2000年の市長選挙は無投票で再選する。2004年高梁市は上房郡有漢町、川上郡成羽町、川上町、備中町と合併し、新たな高梁市が発足した。合併後の市長職務執行者となり、市長選挙には立候補しなかった。2005年秋の叙勲で旭日小綬章を受章。2013年死去。死没日付をもって正六位に叙された。